# Tân Hợp, Văn Yên
Tân Hợp là một xã thuộc huyện Văn Yên, tỉnh Yên Bái, Việt Nam.

## Địa lý
Xã Tân Hợp nằm ở trung tâm huyện Văn Yên, có vị trí địa lý:
- Phía đông giáp xã Mậu Đông và xã An Thịnh
- Phía tây giáp xã Xuân Tầm
- Phía nam giáp xã Đại Sơn
- Phía bắc giáp Đông An và xã Đông Cuông.

Xã Tân Hợp có diện tích 62,91 km², dân số năm 2019 là 4.575 người, mật độ dân số đạt 73 người/km².

## Lịch sử
Ngày 16 tháng 12 năm 1964, Chính phủ ban hành Quyết định số 177-CP về việc thành lập huyện Văn Yên và điều chỉnh xã Đồng Tâm thuộc huyện Trấn Yên về huyện Văn Yên quản lý.
Ngày 3 tháng 4 năm 1965, Bộ Nội vụ ra Quyết định số 125, về việc đổi tên xã Đồng Tâm thành xã Tân Hợp.